# Brooke Hanson
Brooke Hanson, född den 18 mars 1978 i Manly, är en australisk före detta simmare som under 2000-talets början tillhörde världseliten i bröstsim och medley. 2007 valde hon att avsluta sin aktiva karriär.

## Karriär som simmare
Hansons första mästerskapsframgång kom vid kortbane VM 2000 där hon blev bronsmedaljör i 200 meter bröstsim. Vid samväldesspelen 2002 blev det en silvermedalj i 200 meter bröstsim. Hanson var även med vid världsmästerskapen på långbana 2003 och blev silvermedaljör slagen av Kinas Xuejuan Luo. 
Hansons karriärs höjdpunkt var 2004. Hon deltog vid de olympiska spelen 2004 där hon vann guld med det australiska lagkappslaget i 4x100 meter medley. Individuellt slutade hon sist i finalen i 200 meter bröstsim men i 100 meter bröstsim blev det en silvermedalj. Återigen fick hon se sig slagen av Luo.
Senare samma år ägde kortbane VM rum i Indianapolis och där lyckade Hanson vinna hela sex guld varav fem individuella (50, 100 och 200 meter bröstsim samt 100 och 200 meter medley). Dessutom vann hon guld med det australiska lagkappslaget i 4x100 meter medley.
VM 2005 blev en stor besvikelse för Hanson som inte kunde leva upp till framgångarna föregående år. Som bäst blev det en bronsmedalj i 50 meter bröstsim slagen av Jade Edmistone och Jessica Hardy.
Under kortbane VM 2006 blev det guld på 100 meter medley och i lagkappen 4x100 meter medley. Dessutom en andra plats i 50 meter bröstsim slagen av Edmistone. Hennes sista mästerskap blev samväldesspelen 2006 där hon blev silvermedaljör i 200 meter medley.

## Efter karriären
Hanson har jobbat bland annat som presentatör för det australiska TV-programmet What's Good For You.

### Fotnoter
1. ↑  ”Brooke Hanson Bio, Stats, and Results - Olympics at Sports.reference.com”. sportsreference.com. Sportsreference. Arkiverad från originalet den 19 juli 2012. https://web.archive.org/web/20120719131203/http://www.sports-reference.com/olympics/athletes/ha/brooke-hanson-1.html. Läst 23 november 2015.